# Сендайский городской археологический музей Томидзава
Сэндайский городской археологический музей Томидзава (яп. 地底の森ミュージアム) — японский исторический музей, расположенный в районе Таихаку города Сэндай.

## История и экспозиция музея
Музей представляет результаты археологических раскопок, ведущихся более 30-и лет. На территории музея сохранились остатки болотного леса, в основном состоящего из хвойных деревьев и следы человеческого поселения каменного века (верхний палеолит — примерно 20 000 лет назад). В музее представлены останки древнего человека.
Раскопки были начаты в ходе предварительного обследования места запланированного под строительство муниципальной начальной школы в южной части города Сэндай в 1988 году. Поскольку результаты раскопок представляли открытие мирового значения, место строительства начальной школы было изменено, а место археологических раскопок было превращено в музейный комплекс с целью сохранения археологических находок и продолжения исследований. Был создан Комитет по формулировке базовой концепции археологического музея.
Музей накрыт специальным куполом, возведённым в 1996 году. 80% пространства музея было оформлено под экспозицию археологических памятников подземного лесного музея. Здание музея является одновременно музейным пространством и капсулой, защищающей подземную экспозицию специальными покрытиями в дополнение к регулируемому температурному климату и толстым стенам, простирающимися под землёй на десятки метров, чтобы предотвратить повреждение археологических раскопок почвенными водами.
На верхнем этаже музея развёрнута экспозиция, посвящённая ледниковому периоду. Многочисленные экспонаты показывают, как люди того времени изготавливали каменные орудия, охотились, создавали огонь и выживали при низких температурах. Другие экспонаты показывают образцы растений, животных и насекомых того времени, некоторые из которых вымерли.

### Хронология создания музея
- 1988 — в Томидзаве обнаружены остатки леса и стоянки человека периода позднего палеолита.
- 1989 — сформулирована концепция музея.
- 1994 — начало строительства музея.
- 1996 — открытие музея.
- 2007 — количество посетителей музея превысило 500 тыс. человек.